# 弗拉基米尔·伊万诺维奇·伊万诺夫
弗拉基米尔·伊萬諾維奇·伊萬諾夫（俄语：Владимир Иванович Иванов，1893年3月11日（格里历：3月23日）—1938年3月15日），苏联党和国家领导人，曾担任烏茲別克共產黨中央第一书记。

## 生平
- 1893年3月11日（格里历：3月23日）出生于沙俄图拉省图拉市的铁匠家庭。
- 1909年-1916年，多次参加学生运动，曾因此被捕。1915年加入俄国社会民主工党（布）。
- 1917年2月-7月，俄国社会民主工党（布）哈莫夫尼基区党委书记。
- 十月革命期间，莫斯科革命委员会委员，莫斯科市巴斯曼区红军总司令，巴斯曼区区委书记，莫斯科市委委员。
- 1918年，莫斯科大学医学院毕业。
- 1918年8月-10月，全俄肃反委员会（契卡）萨拉托夫州卡梅申地区主席。
- 1918年10月-1919年，萨拉托夫州卡梅申地区政府主席。
- 1919年9月-11月，突厥斯坦苏维埃社会主义自治共和国费尔干纳前线革命军事委员会委员。
- 1919年12月-1920年，俄共（布）莫斯科市巴斯曼区组织部长。
- 1921年1月-6月，雅罗斯拉夫州州长。
- 1921年6月-1924年，俄共（布）莫斯科市委组织部副部长，部长。
- 1924年5月-10月，莫斯科州州长，莫斯科工农检察院院长。
- 1924年10月-1925年2月，乌兹别克共产党（布）中央组织部长，乌共（布）组织部第一书记。乌兹别克苏维埃社会主义共和国革命委员会委员。
- 1925年2月-1927年9月，乌兹别克共产党（布）中央第一书记。
- 1927年9月-1931年3月，联共（布）北高加索地区委员会第二书记。
- 1931年3月-1937年2月，联共（布）北方边疆区区委第一书记。
- 1936年10月-1937年10月，苏联森林工业人民委员。
- 1937年11月1日，被捕。被指控参与“反苏集团”，组织1928年高加索富农叛乱和叛国罪。
- 1938年3月13日，判处死刑。3月15日于莫斯科科穆纳尔卡射击场执行，终年44岁。
- 1959年6月平反。

伊万诺夫是俄共（布）8-13大，联共（布）14-17大，第14-17次代表会议代表，第14-16届中央候补委员，第17届中央委员。